# La Gravette
La Gravette – jaskinia w miejscowości Bayac w departamencie Dordogne we Francji. Poświadczone są tu liczne znaleziska kamienne przy udziale stosunkowo małej ilości wyrobów kościanych oraz znikomej ilości przedmiotów zdobionych. Stanowisko to ma charakter eponimiczny dla kultury graweckiej.